# Heteroligus minor
Heteroligus minor är en skalbaggsart som beskrevs av Louis Burgeon 1947. Heteroligus minor ingår i släktet Heteroligus och familjen Dynastidae. Inga underarter finns listade i Catalogue of Life.